# Salade niçoise
Pour les articles homonymes, voir Salade niçoise (homonymie).
La salade niçoise est une spécialité culinaire de salade composée traditionnelle de la cuisine niçoise, à ce jour répandue dans le monde entier sous de multiples variantes et adaptations. Elle constitue l'une des principales entrées des cuisines provençale et méditerranéenne, voire un repas à part entière.   

## Réalisation

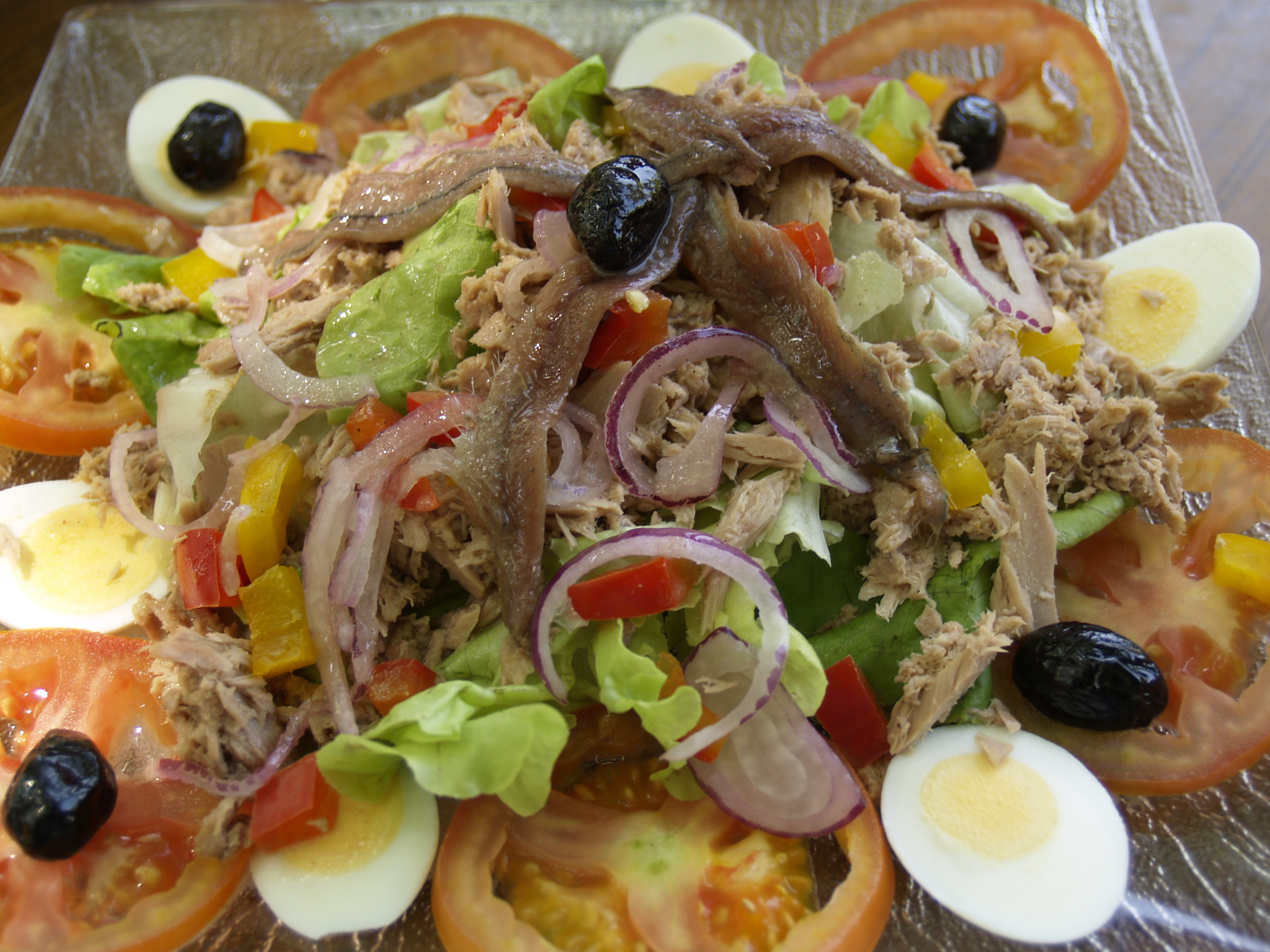

Cette salade composée de crudités (de saison et de jardin potager si possible) est traditionnellement composée de produits du terroir niçois, avec feuilles de salade, tomates (en quartier), poivrons verts « corne de bœuf », ail, oignons rouges ou cébettes, fèvettes, céleri, petits artichauts violets crus, œufs durs, filets d'anchois (à l'huile d'olive ou salés) ou thon au naturel, olives noires niçoises, huile d'olive (de Nice), sel, poivre et basilic,,.

## Variantes
La salade niçoise était composée à l'origine simplement de tomates, d'anchois et d'huile d'olive.

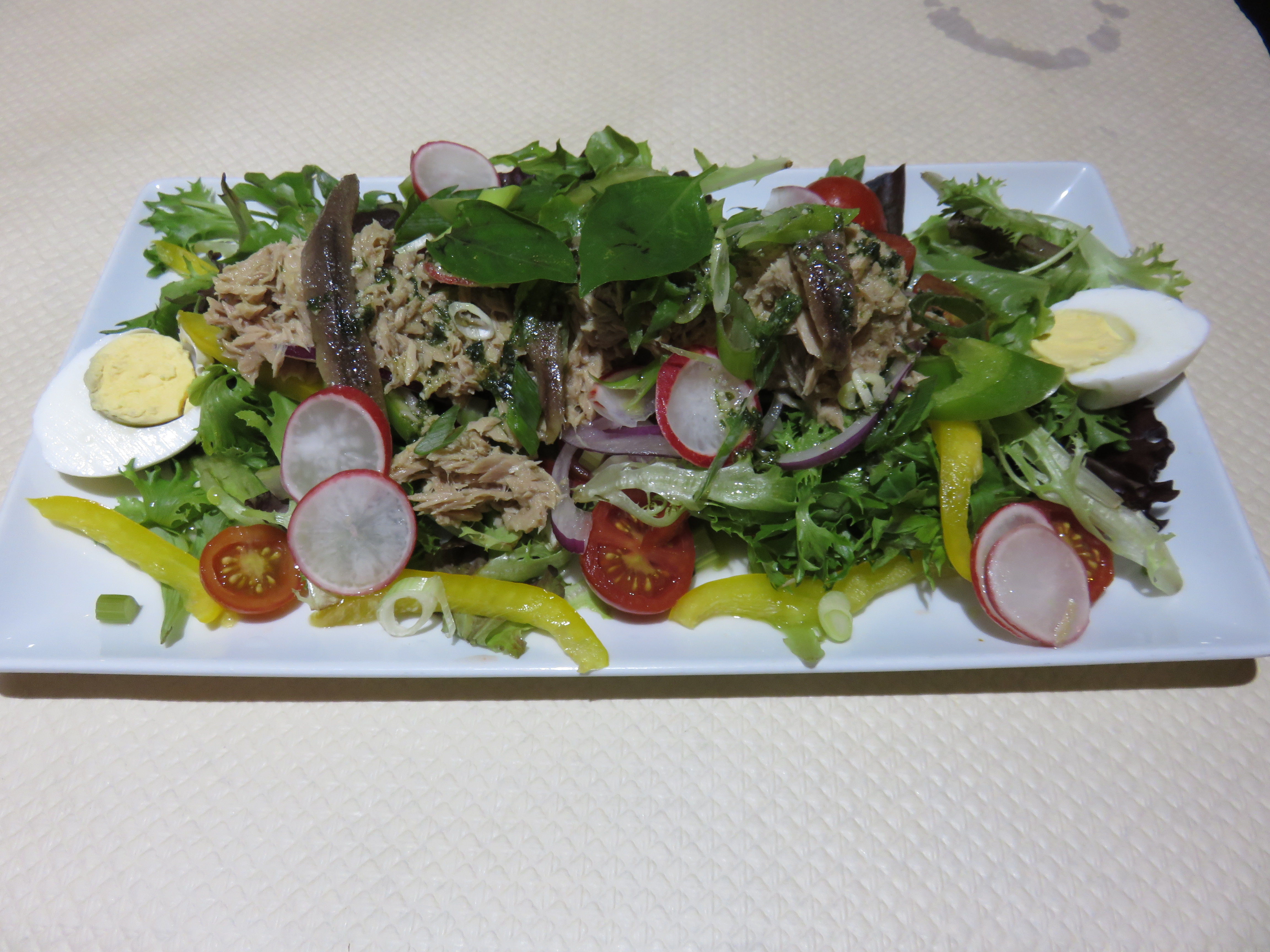

La recette originale contemporaine est composée de tomates, salées trois fois et inclut toujours : les tomates, les poivrons, soit verts (de préférence, en variété poivron salade), soit rouges coupés en morceaux et une protéine (œuf, anchois, ou thon). Le thon, au début du XIXe siècle, était cher et n'était utilisé que les jours de fête sinon il était remplacé par des anchois. A l’exception des œufs durs et, éventuellement, du thon, grillé, tous les ingrédients sont crus.
La salade niçoise est le principal ingrédient du pan-bagnat.

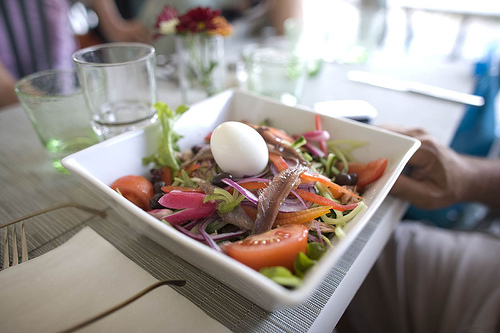

Certains historiens locaux estiment que le célèbre chef cuisinier et auteur de livre culinaire Auguste Escoffier (1846-1935), né à Villeneuve-Loubet (à côté de Nice) a commis le sacrilège, selon les puristes niçois locaux, d'ajouter pomme de terre et haricot vert (des légumes cuits) à la recette traditionnelle originale à base de crudités.
Les petits radis longs coupés en rondelles, communément incorporés tant dans les plats familiaux et commerciaux (et légume local consommé cru), ne sont généralement pas mentionnés dans les recettes traditionnelles.

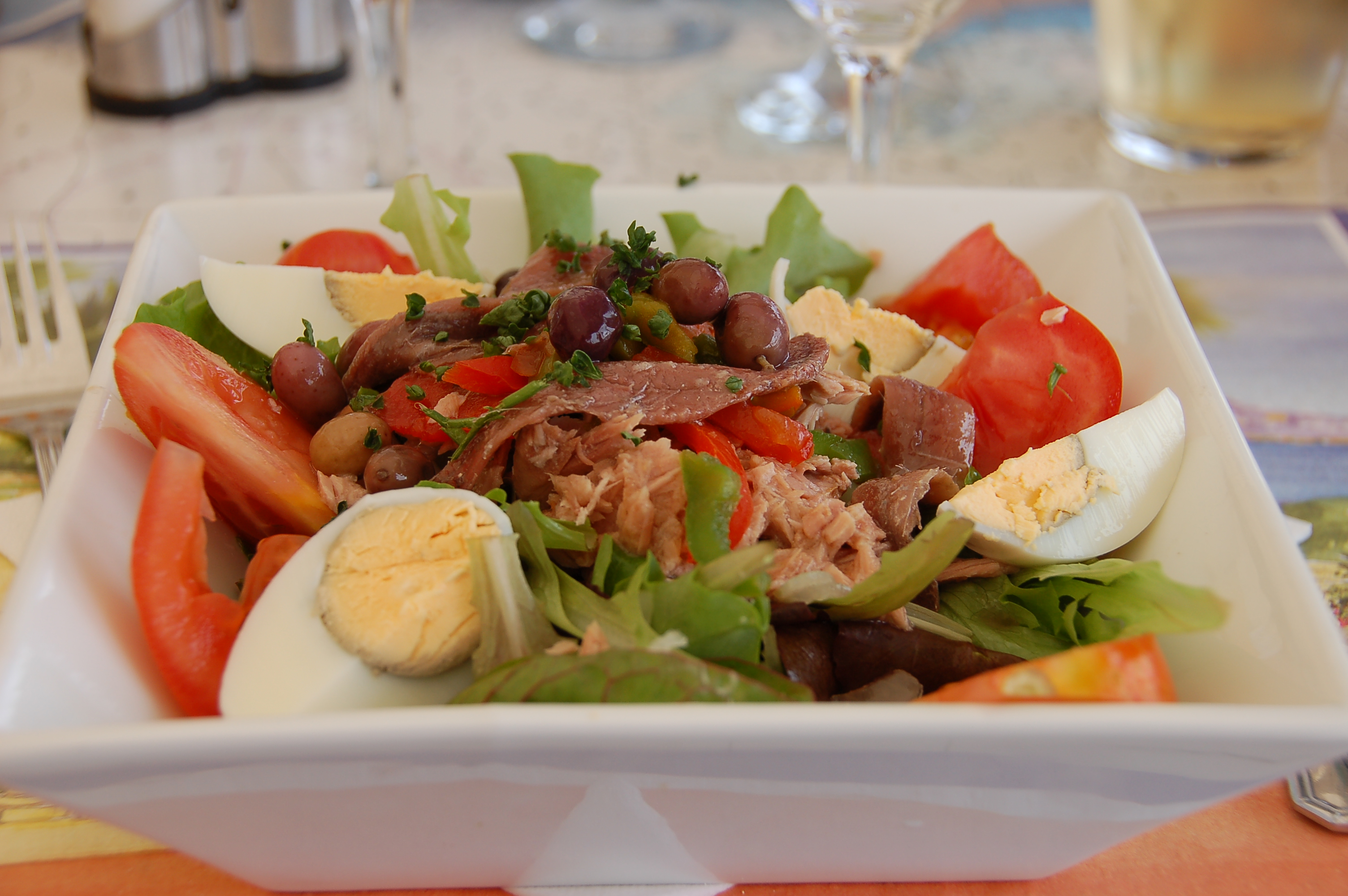

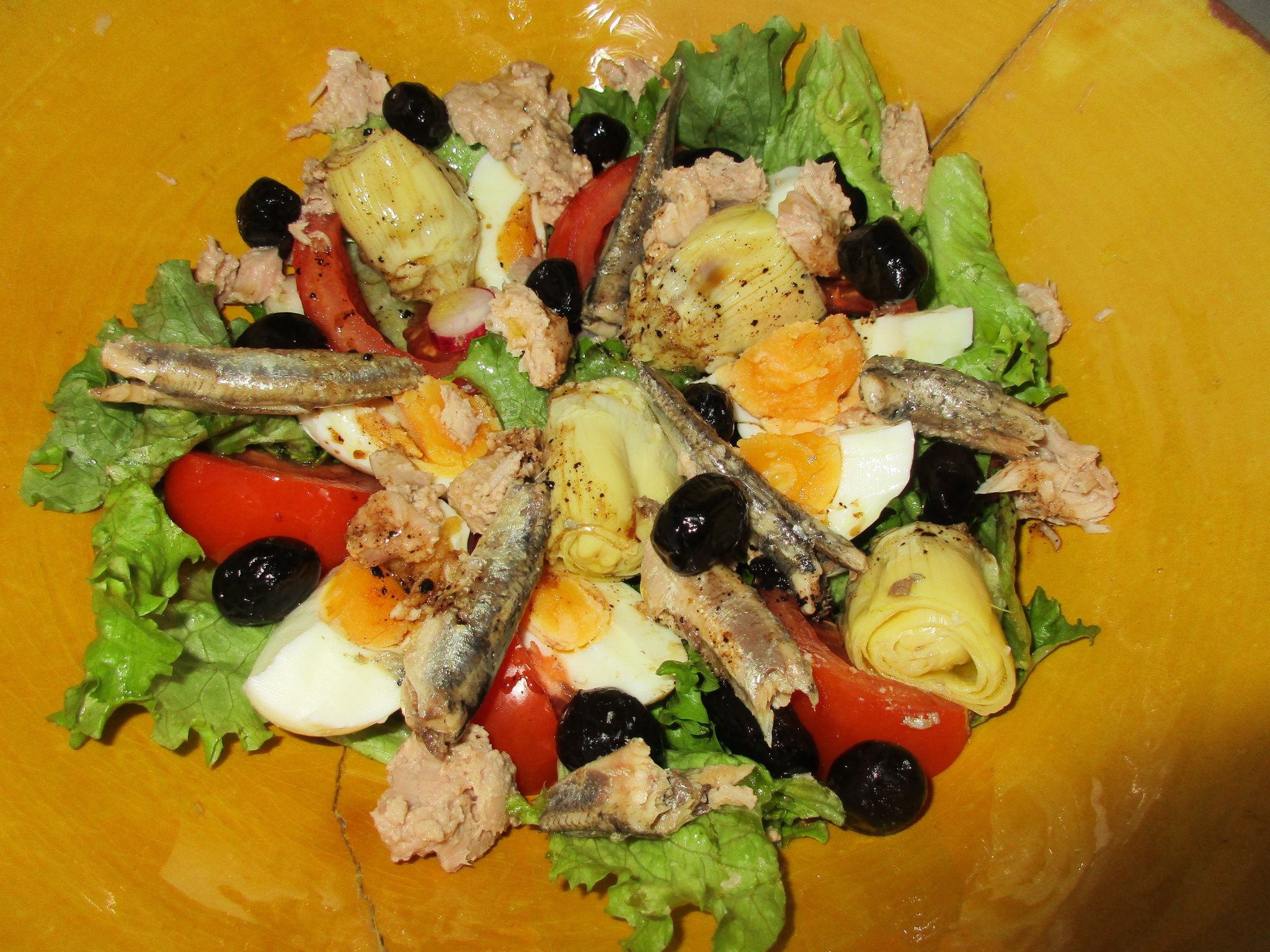

« Mais qui a inventé le terme « salade niçoise » ? Dans les plus anciens livres de cuisine on voit parfois écrit salade de tomates… et jamais salade niçoise. La première mention écrite de « salade niçoise » est celle d'un écrivain ami de Matisse et non d'un cuisinier. Jules Romains a écrit dans Les Hommes de bonne volonté en 1918 (donc avant le livre d'Escoffier) que son héros mange une « salade niçoise » à Falicon. Est-ce lui qui a ajouté après salade le terme niçoise pour mettre une touche d'exotisme pour ses lecteurs parisiens, ou a-t-il vu cette dénomination sur l'ardoise du restaurateur Bonifassi ? »

— Alex Benvenuto, Henri Matisse, Nice et Vence 1917-1954

## Culture populaire
La salade nicæoise est l'un des plats de cuisine gauloise régionale qu'Astérix et Obélix ramènent de Nicaea dans leur village à l'issue de leur aventure Le Tour de Gaule d'Astérix.